# Universalverlag
Der Universalverlag war ein Buch- und Zeitschriftenverlag in Leipzig von 1937 bis 1951.

## Geschichte

### 1937–1945
1937 gründete Kurt Herrmann den Universalverlag W. Vobach & Co. – Bernhard Meyer – Curt Hamel aus der Zusammenlegung dieser drei Leipziger Verlage. Der Hauptsitz war in der Dresdner Straße 1, weitere Gebäude befanden sich in der Talstraße und am Georgiring. Es wurden dort vor allem Mode- und Familienzeitschriften herausgegeben, deren Abonnements er zum Teil mit Lebens- und Unfallversicherungen verknüpfte. Es erschienen auch einige Romane sowie Anleitungen zum Häkeln und Handwerken.
1939 arbeiteten in dem Unternehmen etwa 1300 Mitarbeiter. Danach wurde die Tätigkeit etwas reduziert.
1943 wurden die Firmengebäude durch Luftangriffe schwer beschädigt. Danach konnten nur noch einfache Druckaufträge ausgeführt werden.

### 1945–1951
Am 6. September 1945, zwei Monate nach der sowjetischen Übernahme der Stadt Leipzig, bekam der Verlag W. Vobach & Co. bereits wieder eine Lizenz. Am 25. September wurde er dem SPD Bezirksverband Leipzig übergeben. Er druckte anfangs vor allem Schulbücher in großen Mengen. Seit Januar 1946 war die offizielle Bezeichnung Universalverlag GmbH. Der Hauptsitz war weiter in der Dresdner Straße 1, eine Zweigstelle spätestens seit 1947 in Berlin-Mitte in der Friedrichstraße und der Kronenstraße.
Im Verlag wurden in dieser Zeit verschiedene Arten von Literatur herausgegeben.
1949 wurde der Universalverlag in den Sachsenverlag eingegliedert, publizierte aber weiter unter seinem Namen.